# سوني جين
سوني جين (بالإنجليزية: Sunny Jane)‏ هو لاعب كرة قدم ليسوتوي، ولد في 17 يوليو 1991 في ليسوتو. شارك مع منتخب ليسوتو لكرة القدم. أما مع النوادي، فقد لعب مع ريتشموند كيكرز.

## وصلات خارجية
- سوني جين على موقع الدوري الأمريكي (الإنجليزية)
- سوني جين على موقع قاعدة بيانات كرة القدم.إي يو (الإنجليزية)
- سوني جين على موقع ناشيونال فوتبول تيمز (الإنجليزية)
- سوني جين على موقع Soccerway.com (الإنجليزية)
- سوني جين على موقع عالم كرة القدم.نت (الإنجليزية)